# Dawson River (Manning River)
Der Dawson River ist ein Fluss im Osten des australischen Bundesstaates New South Wales.
Er entspringt an den Südosthängen des Mount Goonook in der Goonook Nature Reserve. Von dort fließt er nach Süden und mündet bei Taree in den nördlichen Arm des Manning River.